# Akademickie Centrum Kultury w Lublinie

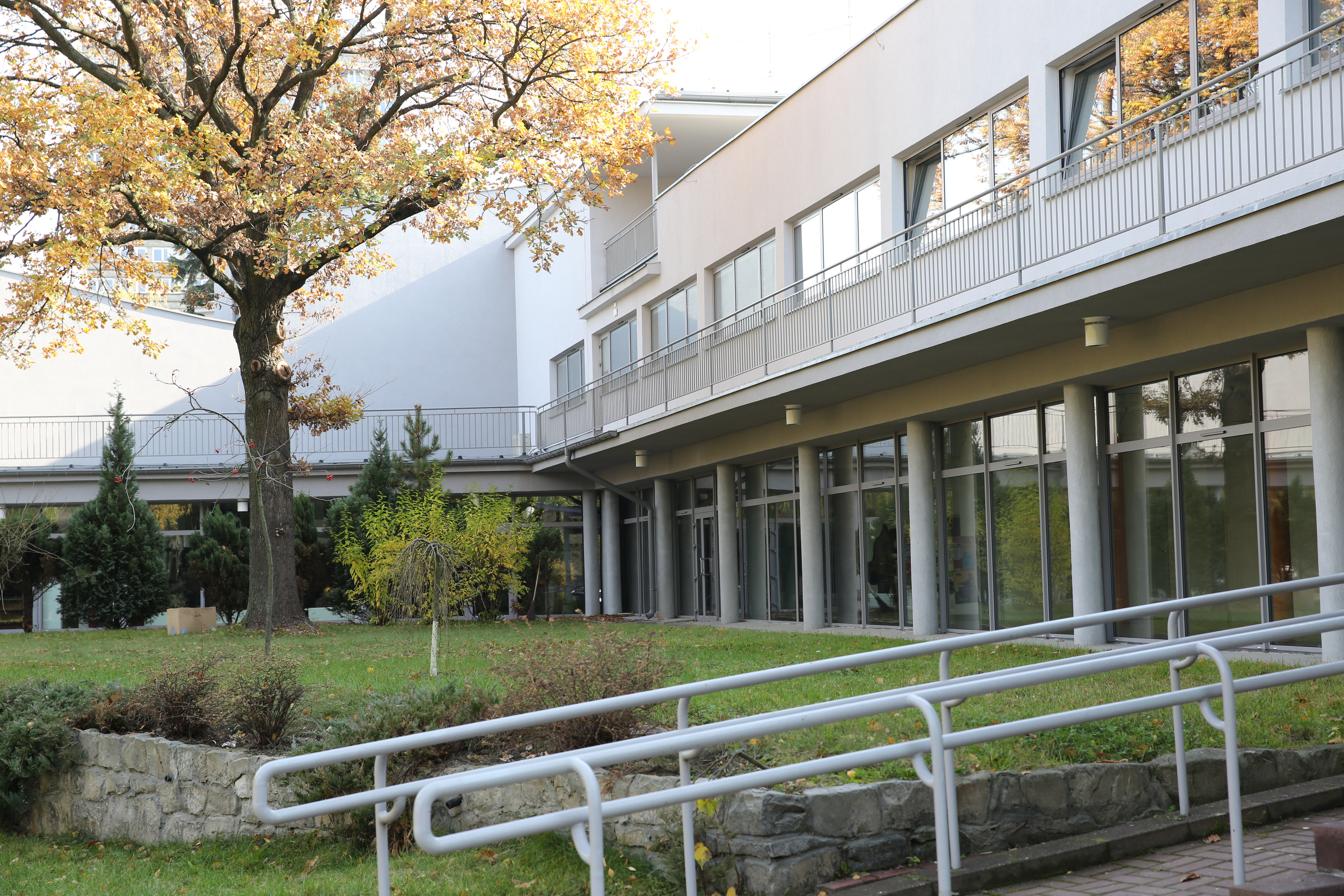
ACK, Chatka Żaka

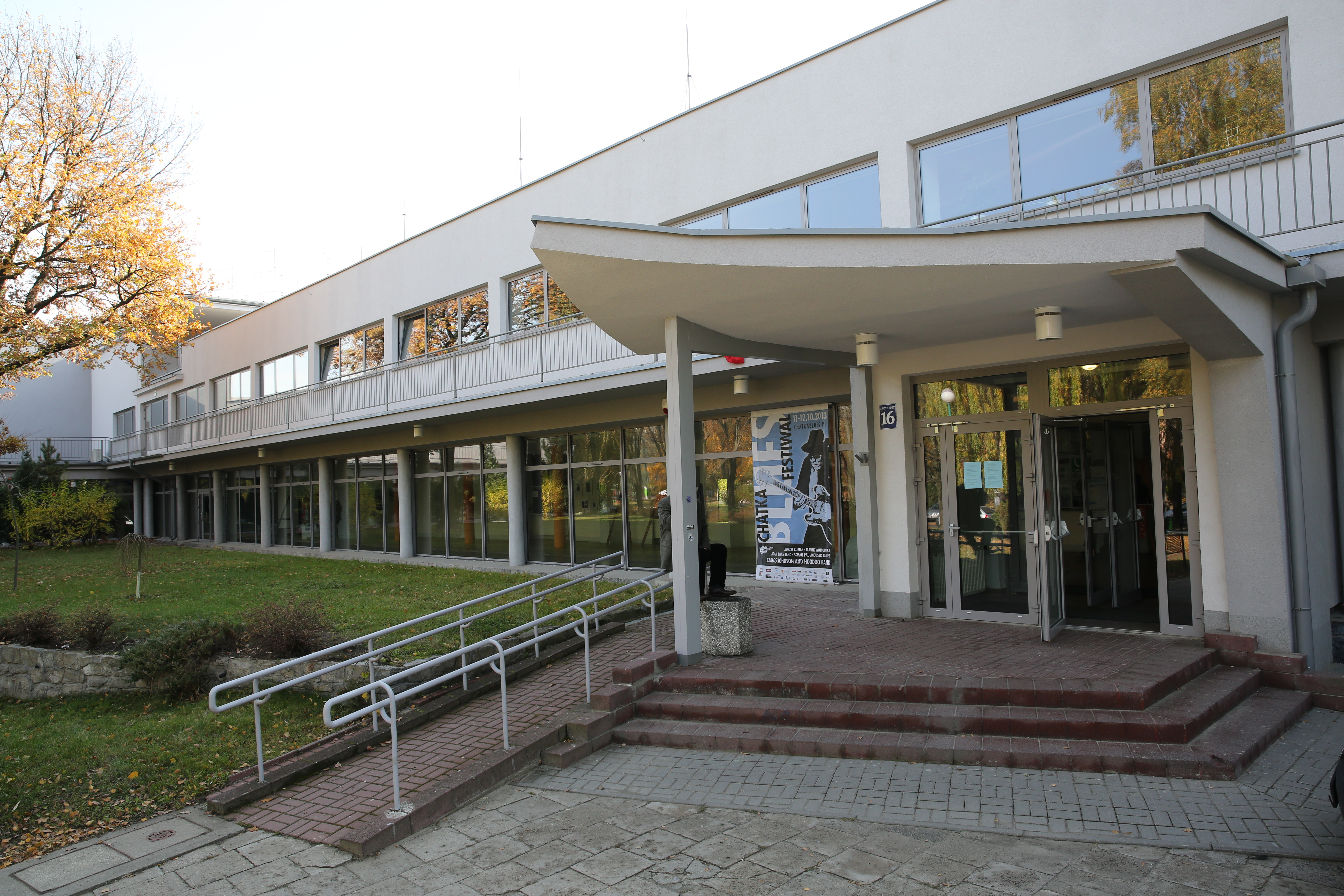
Wejście główne do ACK

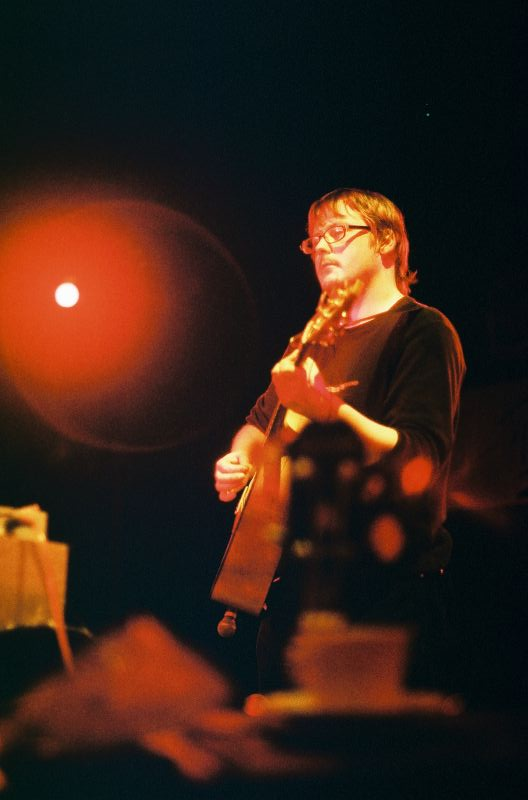
ACK, koncert zespołu Ścianka.

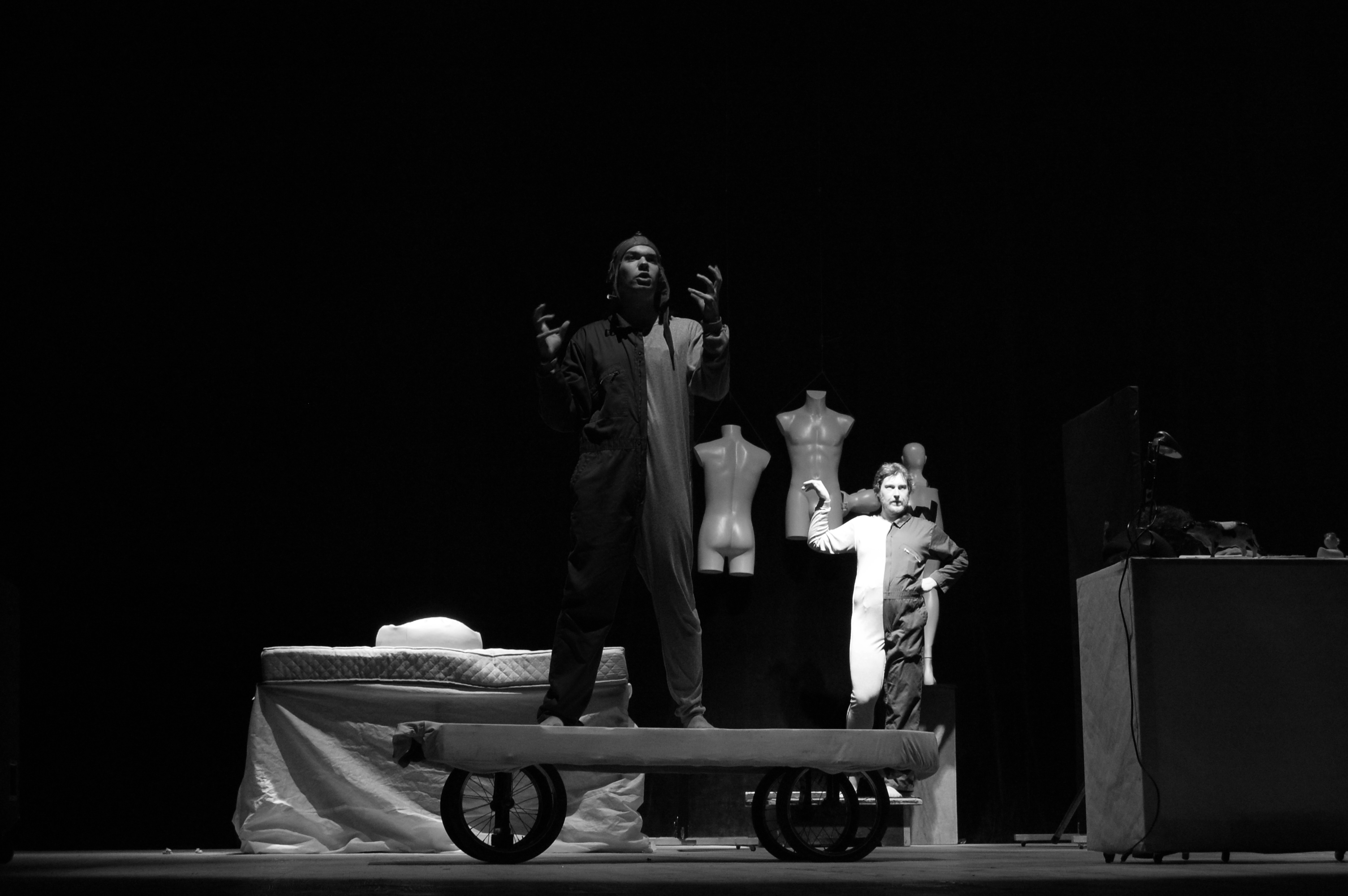
ACK, występ łódzkiego Teatru Napięcie podczas Kontestacji 2008.

Akademickie Centrum Kultury i Mediów UMCS Chatka Żaka w Lublinie powstała w 1965 roku przy Uniwersytecie Marii Curie-Skłodowskiej.
Uniwersytet Marii Curie-Skłodowskiej w Lublinie jest jednym z nielicznych uniwersytetów w Polsce, który posiada własne Akademickie Centrum Kultury – miejsce wyjątkowe z bogatą tradycją, które stwarza studentom doskonałe warunki nie tylko do rozwoju naukowego, ale przede wszystkim do uczestnictwa w kulturze akademickiej – zarówno poprzez jej aktywny odbiór jak również wpływ na jej realny kształt.  
Działalność ACKiM UMCS Chatka Żaka podzielona jest na 6 linii programowych (ruch, dźwięk, kadr, słowo, lifestyle, visual art), w ramach których organizowane są przeróżne wydarzenia. Regularnie odbywają się seanse filmowe opatrzone komentarzem postaci ze świata kina, wernisaże, spektakle grup studenckich, cyrkowe przedstawienia, koncerty największych gwiazd czy flagowe festiwale, takie jak kultowe Mikołajki Folkowe i Bakcynalia oraz nieco młodsze formaty jak Przez Świat. Spotkania z podróżą oraz Inny Wymiar. Reaktywują także festiwale z tradycją, takie jak Studencka Wiosna Teatralna. Dzięki zespołowi Orkiestra św. Mikołaja i wydawanemu przez nią periodykowi Pismo Folkowe (wcześniej pod nazwą Gadki z Chatki), jest również silnym ośrodkiem muzyki folkowej w Polsce.
Celem działalności Akademickiego Centrum Kultury i Mediów UMCS Chatka Żaka jest integracja intelektualno-kulturalna środowiska akademickiego i zapewnienie miejsca dla realizacji przedsięwzięć artystycznych.
Jednym z podstawowych założeń funkcjonowania ACKiM UMCS Chatka Żaka jest wspieranie działalności kulturalnej, m.in. poprzez otoczenie opieką twórców i animatorów kultury poszukujących możliwości zrealizowania swoich pomysłów. Najlepsze z nich mogą obecnie uzyskać wsparcie Chatki Żaka, obejmujące dofinansowanie projektu, promocję medialną oraz pełne zaplecze techniczne i lokalowe.
W ACKiM UMCS Chatka Żaka działają:
- Akademickie Radio Centrum
- Telewizja Akademicka - TV UMCS;
- Dyskusyjny Klub Filmowy "Bariera";
- Chór Akademicki UMCS im. Jadwigi Czerwińskiej;
- Zespół Tańca Ludowego UMCS im. Stanisława Leszczyńskiego;
- Teatr Tańca zMYsł;
- Teatr Imperialny;
- Teatr Fatum;
- Grupa Teatralna Barter;
- Zespół "W Rytmie Chatki";

## Historia ACKiM UMCS Chatka Żaka
Jednym z przedsięwzięć podjętych w ramach rozbudowy Miasteczka Akademickiego w Lublinie była budowa Domu Społeczno-Usługowego.
Obiekt w stylu modernistycznym zaprojektowany był przez Krystynę Różyską z krakowskiego Przedsiębiorstwa Projektowania MIASTOPROJEKT w latach 1958-1960. Budynek usytuowano w sąsiedztwie domów akademickich, przy głównym ciągu komunikacyjnym łączącym akademiki z budynkami wydziałowymi. Umieszczenie głównego wejścia od strony północnej umożliwiło swobodny dostęp do placówki od strony akademików, jak i w drodze powrotnej z zajęć. Dzięki temu założeniu, Dom Społeczno-Usługowy był zawsze „po drodze”.
W zamierzeniu pomysłodawców, nowy obiekt miał pełnić funkcje: stołówki studenckiej, teatru z widownią oraz pomieszczeń dla samorządu i organizacji młodzieżowych. Budynek oddawano w kilku etapach. Najwcześniej, bo w styczniu 1962 r., oddana do użytku część stołówkową.
W październiku 1962 r. ukończono kolejną część placówki, w której mieściły się pomieszczenia administracyjno-usługowe. Na tym etapie Rada Okręgowa Związku Studentów Polskich ogłosiła konkurs na nazwę placówki, zaś termin nadsyłania propozycji ustalono na 1 listopada tego samego roku. Spośród nadesłanych prac, uwagę jurorów przykuła nazwa „Chatka Żaka”, która zwyciężyła w ostatecznym głosowaniu.
Uroczystość nadania, wyłonionej w konkursie nazwy „Chatka Żaka”, odbyła się w sobotę 9 marca 1963 roku, z udziałem władz Uniwersytetu. W święto 20-lecia Uczelni 23 października 1964 r., oddano do użytku ostatnią część obiektu – salę kinowo-estradową, która mogła pomieścić przeszło 400 widzów. Od 1965 roku budynek zaczął oficjalnie pełnić funkcję Akademickiego Centrum Kultury.
W 2018 roku rozpoczął się remont budynku. Wyremontowana została elewacja obiektu, a także część budynku, niegdyś zajmowana przez stołówkę, a następnie przez klub muzyczny, gdzie obecnie mieści się Mała Sala Widowiskowa, Zespół Studia Telewizyjnego czy Akademickie Radio Centrum. 23 września 2020 r., po ponad dwóch latach remontu odbyła się uroczystość odbioru budynku Akademickiego Centrum Kultury UMCS - Chatki Żaka.W wydarzeniu uczestniczyli przedstawiciele władz UMCS i całej społeczności akademickiej, a także Lublina oraz województwa. Podczas uroczystości odbył się koncert Natalii Wilk i Tomasza Momota.